# Brännträsket (Jörns socken, Västerbotten, 725180-170053)
Brännträsket är en sjö i Skellefteå kommun i Västerbotten och ingår i Byskeälvens huvudavrinningsområde. Sjön har en area på 0,133 kvadratkilometer och ligger 285 meter över havet.

## Delavrinningsområde
Brännträsket ingår i det delavrinningsområde (724995-170517) som SMHI kallar för Ovan Långträskån. Medelhöjden är 288 meter över havet och ytan är 22,76 kvadratkilometer. Räknas de 184 avrinningsområdena uppströms in blir den ackumulerade arean 2 445,56 kvadratkilometer. Avrinningsområdets utflöde Byskeälven mynnar i havet. Avrinningsområdet består mestadels av skog (84 procent). Avrinningsområdet har 0,35 kvadratkilometer vattenytor vilket ger det en sjöprocent på 1,6 procent.